# وسینکورت
وسینکورت (به فرانسوی: Vassincourt) یک کامین در فرانسه است که در Canton of Revigny-sur-Ornain واقع شده‌است.

## خصوصیات
وسینکورت ۷٫۹۴ کیلومترمربع مساحت و ۲۶۵ نفر جمعیت دارد و ۱۸۶ متر بالاتر از سطح دریا واقع شده‌است.